# Frauenkron
Frauenkron este un sat cu 180 de loc. situat la vărsarea lui Lewertbach în Kyll, la vest de Kronenburg, el este un cartier al comunei Dahlem (Nordeifel), din Nordeifel (Eidelul de Nord), landul Renania de Nord-Westfalia, Germania. Frauenkron se învecinează direct cu Hallschlag (Verbandsgemeinde Obere Kyll) ce aparține de landul Renania-Palatinat. Localitatea este întemeiată încă din secolul XIII o dată cu mănăstirea cistercină. Capela mănăstirii va fi construită în secolul XVIII iar în anul 1944 în timpul celui de al doilea război mondial a fost distrusă complet, iar în anul 1952 a fost fie reclădită. Capela este închinată Sf. Barbara. În capelă se află un altar demn de văzut.